# 法尔哈德·加埃米
法尔哈德·加埃米（波斯語：فرهاد قائمی，1989年8月28日—），生於貢巴德卡武斯，伊朗男子排球运动员，2014年亚洲运动会男子排球金牌得主、2018年亚洲运动会男子排球金牌得主。